# گوریبنس

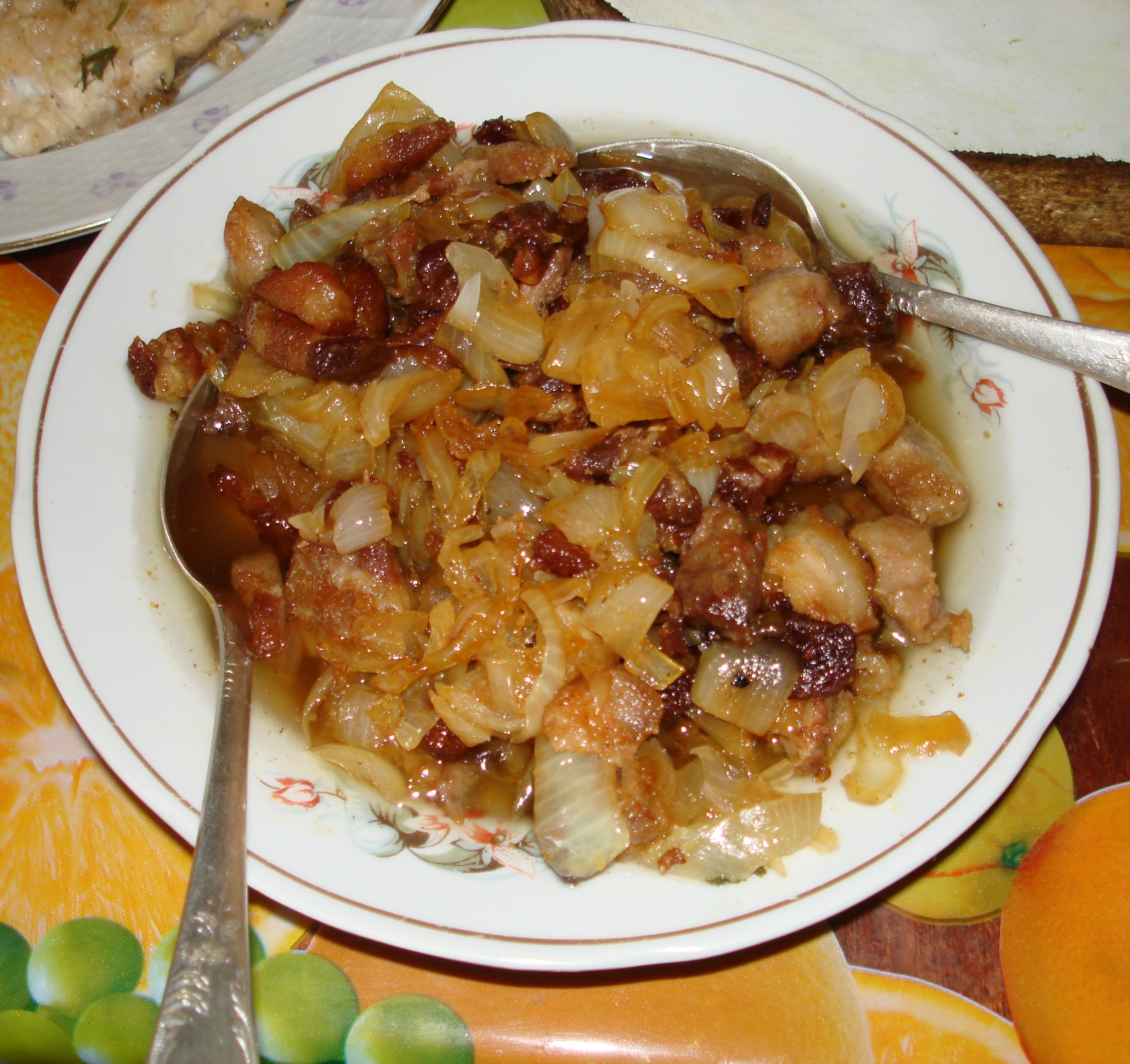
گوریبنس مرغ

گوریبنس (به ییدیش: גריבענעס) یک نوع غذا در آشپزی یهودی است که از پوست ترد مرغ یا غاز و پیاز سرخ شده تهیه می‌شود.